# Stephen Dunham
Stephen Dunham Bowers (* 14. September 1964 in Boston, Massachusetts; † 14. September 2012 in Burbank, Kalifornien) war ein US-amerikanischer Schauspieler.

## Leben
Dunham hatte eine umfassende Ausbildung an der B.F.A. Tisch School of the Arts der New York University und am Circle In The Square Studio absolviert, wo er sich in einem vierjährigen Studium mit Sprache, freier Rede, Bewegung, Dialekt, sensorischer Erinnerung, Stanislavski und Strasberg befasste. Daran schloss sich ein Kurs bei Ellen Burstyn am Actors Studio an. Es folgten Auftritte in verschiedenen Bühnenproduktionen einschließlich einer improvisierten Komödie in On The Spot Players am Brooks Theatre in Boston und die Rolle des Paul in Barfuß im Park im Wayl and Arts Theatre in Boston, außerdem der Willard in The Crucible im Circle in the Square Theatre, New York und die Rolle des Stanley in Endstation Sehnsucht im Playwrights Horizons in New York. Dunham spielte außerdem in den Filmen Nothing Sacred, King Day, Pyramid und Die Mumie (1999). Außerdem übernahm er Gastrollen in der Fernsehserie Ellen and Grand. Dunham war mit der Schauspielerin Alexondra Lee verheiratet.
Er starb am 14. September 2012 an einem Herzinfarkt 48-jährig in einem Krankenhaus im kalifornischen Burbank.

## Filmografie (Auswahl)
- 1999: Die Mumie (The Mummy)
- 2000: Traffic – Macht des Kartells (Traffic)
- 2000: Nothing Sacred
- 2002: Catch Me If You Can
- 2003: Die Wutprobe (Anger Management)
- 2003: Hallo Holly (What I Like About You, Fernsehserie)
- 2005: Das Schwiegermonster (Monster-in-Law)
- 2005: Hot Properties – Gut gebaut und noch zu haben (Hot Properties, Fernsehserie)
- 2008: Get Smart
- 2012: Savages
- 2012: Paranormal Activity 4